# Büchel (Steinenbrück)
Büchel ist ein Ortsteil von Steinenbrück in der Stadt Overath im Rheinisch-Bergischen Kreis in Nordrhein-Westfalen, Deutschland.

## Lage und Beschreibung
Der kleine, landwirtschaftlich gelprägte Ortsteil Büchel ist über die Olper Straße (Landesstraße 165) zu erreichen, die Steinenbrück mit Heiligenhaus verbindet. Der Name Büchel ist eine Ableitung von Bühl, eine alte Form von Hügel. Büchel wächst mit der Ortschaft Schmitzlöderich zu einem Siedlungsgebiet zusammen. In der Nähe befinden sich Katzemich, Frielinghausen, das Kerngebiet des Stadtteils Altenbrück und die Erddeponie Lüderich, die 2019 geschlossen werden soll. Naturräumlich betrachtet gehört das Gebiet zu den Agger-Sülz-Hochflächen.

## Geschichte
Die Topographia Ducatus Montani des Erich Philipp Ploennies, Blatt Amt Steinbach, belegt, dass der Wohnplatz bereits 1715 eine Hofstelle besaß, die als Böggel beschriftet ist. Carl Friedrich von Wiebeking benennt die Hofschaft auf seiner Charte des Herzogthums Berg 1789 als Büchel. Aus ihr geht hervor, dass der Ort zu dieser Zeit Teil der Honschaft Löderich im Kirchspiel Overath war.
Der Ort ist auf der Topographischen Aufnahme der Rheinlande von 1817 nicht verzeichnet. Die Preußische Uraufnahme von 1845 zeigt den Wohnplatz unter dem Namen Büchel. Ab der Preußischen Neuaufnahme von 1892 ist der Ort auf Messtischblättern regelmäßig als Büchel verzeichnet.
Nach dem Zusammenbruch der napoleonischen Administration und deren Ablösung gehörte Büchel zur Bürgermeisterei Overath im Kreis Mülheim am Rhein. Da es 1822 drei Höfe namens Büchel in der Bürgermeisterei gab, betrug die Anzahl der Einwohner entweder 13, 24 oder 28.  Auch für das Jahr 1830 werden für die nicht näher spezifizierten Orte 15, 29 und 34 Einwohner angegeben, wobei unklar bleibt welche Einwohnerzahl zu diesem Büchel gehört. Der 1845 laut der Uebersicht des Regierungs-Bezirks Cöln als Dorf kategorisierte und als Büchel in der Gemeinde Loederich bezeichnete Ort besaß zu dieser Zeit sieben Wohngebäude mit 35 Einwohnern, alle katholischen Bekenntnisses.
Die Liste Einwohner und Viehstand von 1848 verzeichnet in Büchel (Gemeinde Löderich) 36 Bewohner, darunter neunzehn Kinder. Sie nennt  Namen der Haushaltsvorstände: Ferrenberg, Peter;  Joust, Peter – dazu drei Familien Schmitt: Adolph, Theodor und Melchior – alles Ackerer. Ferner Müller Peter, Schuster und Weber, Wilhelm, Bergwerksschmied, wobei allein zur zehnköpfigen Familie des Melchior Schmitt acht Kinder zählen. Den Familien Theodor und Melchior Schmitt gehören je 1 Ochse, 2 Kühe, 1 Schwein – sie sind damit nach der Statistik der Obrigkeit die wohlhabendsten Bauern in Büchel.
Die Gemeinde- und Gutbezirksstatistik der Rheinprovinz führt Büchel 1871 mit 13 Wohnhäusern und 40 Einwohnern auf. Im Gemeindelexikon für die Provinz Rheinland von 1888 werden für Büchel bei Steinenbrück zehn Wohnhäuser mit 29 Einwohnern angegeben. 1895 besitzt der Ort sieben Wohnhäuser mit 23 Einwohnern, 1905 werden neun Wohnhäuser und 55 Einwohner angegeben.